# Декејтур (Мисисипи)
Декејтур (енгл. Decatur) град је у америчкој савезној држави Мисисипи.

## Демографија
По попису из 2010. године број становника је 1.841, што је 415 (29,1%) становника више него 2000. године.
| Група             | 2000.       | 2010.         |
| Белци             | 932 (65,4%) | 1.163 (63,2%) |
| Афроамериканци    | 464 (32,5%) | 629 (34,2%)   |
| Азијати           | 2 (0,1%)    | 5 (0,3%)      |
| Хиспаноамериканци | 15 (1,1%)   | 17 (0,9%)     |
| Укупно            | 1.426       | 1.841         |